# Атилия
Ати́лия (лат. Atilia; родилась, по одной из версий, около 89 года до н. э. — умерла после 64 года до н. э.) — древнеримская матрона из знатного плебейского рода Атилиев, первая жена Марка Порция Катона Младшего.

## Биография
Предположительно, Атилия приходилась внучкой консулу 106 года до н. э. Гаю Атилию Серрану; следовательно, определённые родственные связи могли быть между ею и народным трибуном 57 года до н. э. Секстом Атилием Серраном Гавианом. 
Не позднее 68 года до н. э. (согласно одной из версий, в 73 году) Атилия вышла замуж за Марка Порция Катона Младшего; предположительно, тогда ей было около 16 лет. Она стала первой женой Катона, хотя ранее он собирался жениться на Эмилии Лепиде. Атилия родила Катону сына, погибшего в битве при Филиппах осенью 42 года до н. э., и дочь, ставшую впоследствии супругой Марка Юния Брута, одного из убийц Гая Юлия Цезаря. Возможно также, что в брачном союзе с Марком Порцием Атилия имела ещё одну дочь.

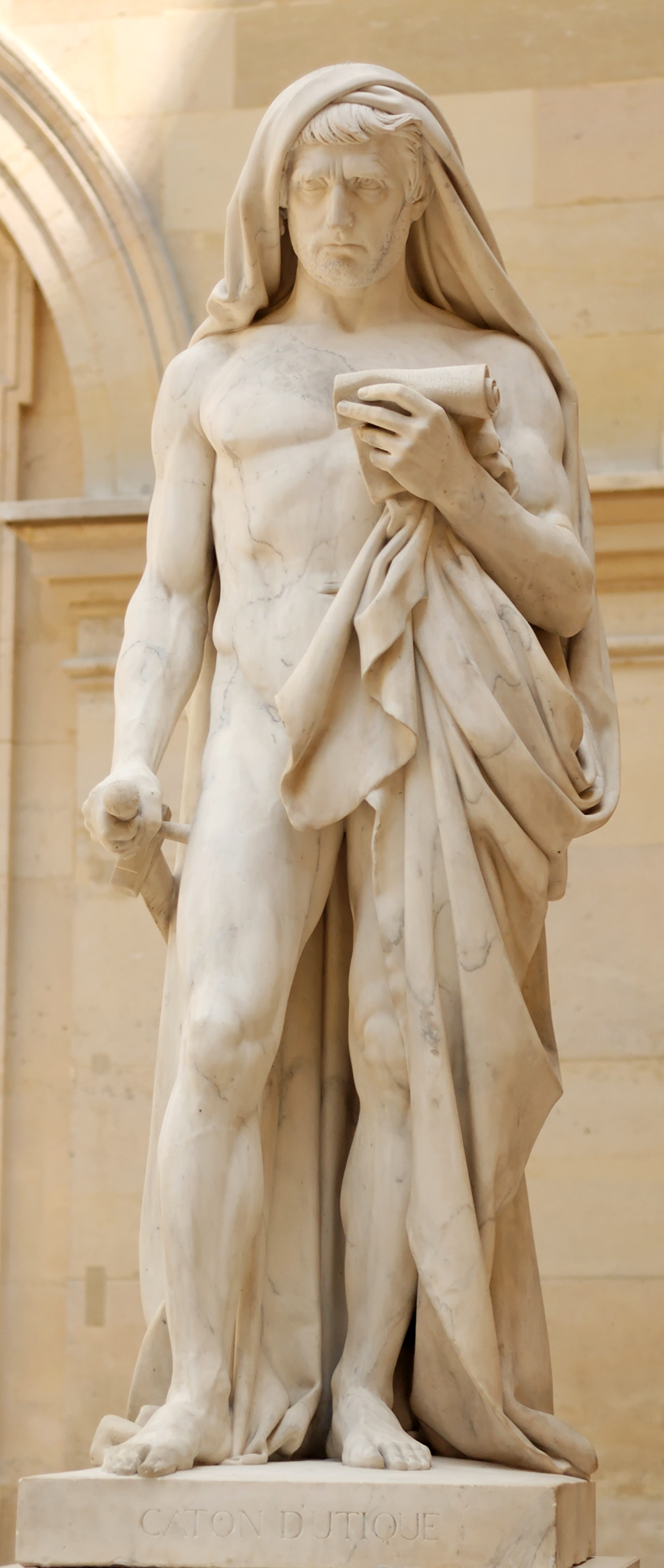
Жан-Батист Роман, Франсуа Руде. 1825—1840. Катон Утический. Лувр

Известно, что около 63 года до н. э. Катон дал Атилии развод. По сведениям Плутарха (не сохранившего, однако, деталей), причиной развода стало некое некорректное поведение Атилии, что основано на репутации Катона как ревнителя традиционных норм морали.